# 前向いちゃって、走っちゃって、転んじゃって〜こんな自分です。スキです。か?〜
「前向いちゃって、走っちゃって、転んじゃって〜こんな自分です。スキです。か?〜」（まえむいちゃって、はしっちゃって、ころんじゃって〜こんなしぶんです。スキです。か?〜）は、近藤夏子の楽曲。自身が作詞・作曲を手掛けた。近藤の5枚目のシングルとして2012年3月7日にワーナーミュージック・ジャパンから発売された。
前作の「ハナビラナミダ」より約1年10ヶ月振りのリリース。2012年の1作目。「前向いちゃって、走っちゃって、転んじゃって〜こんな自分です。スキです。か?〜」は自身の出演する深夜ドラマ「堀江ブギーデイズ!」（関西テレビ）の主題歌。オープニングテーマとして起用されている。

## 収録内容
全作詞・作曲：近藤夏子

### 初回限定盤

#### CD
1. 前向いちゃって、走っちゃって、転んじゃって〜こんな自分です。スキです。か?〜
  - 編曲：浅野尚志
2. 反対言葉。
  - 編曲：藤澤慶昌

#### DVD
- 『「近藤夏子 LIVE TOUR 2011 〜祝!初アルバム!待たせてゴメン!!こんなつあー♪〜」2011.9.29 Shibuya CLUB QUATTRO』ライブ映像

1. がむしゃらな愛で
2. シンデレラ
3. い〜のい〜の
4. R18指定

### 通常盤

#### CD
1. 前向いちゃって、走っちゃって、転んじゃって〜こんな自分です。スキです。か?〜
2. 反対言葉。